# Marathon aux Jeux olympiques de 1896
Vous lisez un « article de qualité » labellisé en 2022.
Pour un article plus général, voir Athlétisme aux Jeux olympiques de 1896.
Navigation
Paris 1900
L'épreuve du marathon aux Jeux olympiques de 1896 se déroule le 10 avril 1896 près d'Athènes, en Grèce. Le départ est donné dans la ville de Marathon et l'arrivée se déroule au Stade panathénaïque d'Athènes, soit 40 km à parcourir. Elle est remportée par le Grec Spyrídon Loúis en 2 h 58 min 50 s, le podium étant complété par le Grec Kharílaos Vasilákos en 3 h 6 min 3 s et le Hongrois Gyula Kellner en 3 h 6 min 35 s.
Inspirée de la légende antique de Phidippidès, cette course est à l'origine une idée de Michel Bréal ensuite vivement défendue par le fondateur des Jeux olympiques modernes, Pierre de Coubertin. Les Grecs acceptent l'initiative avec enthousiasme et notamment Georges Averoff, principal mécène et source financière des Jeux. Le marathon fait partie des douze épreuves d'athlétisme au programme des premiers Jeux olympiques et est directement la favorite du peuple grec, ce qui implique une forte sélection de leur part et une grande ferveur populaire en vue de la course.
Dix-sept athlètes représentant cinq nations, dont treize Grecs, participent à la compétition une fois le départ donné à 14 h mais seulement dix parviennent à terminer la course. Sont en cause des conditions climatiques relativement difficiles mais surtout le manque de préparation des athlètes étrangers, ceux n'ayant jamais couru une telle distance auparavant — l'Américain Arthur Blake, l'Australien Teddy Flack et le Français Albin Lermusiaux — étant finalement contraints à l'abandon même s'ils ont mené pendant la majeure partie de la course.
L'épreuve est également marquée par la fraude du Grec Spyrídon Belókas, disqualifié par le prince Georges de Grèce — en sa qualité de juge — alors qu'il est arrivé troisième parce qu'il a en réalité fait une partie du trajet dans une charrette. Deux anecdotes de refus de participation entourent aussi la course : celle de l'Italien Carlo Airoldi par le prince héritier Constantin pour cause de professionnalisme et celle de Stamáta Revíthi par le comité d'organisation car elle est une femme, bien qu'elle décide de courir tout de même la distance le lendemain.
La victoire de Spyrídon Loúis crée une légende autour de ce porteur d'eau de Maroússi inconnu auparavant — sa profession réelle faisant parfois débat. Poussé à concourir par le colonel Geórgios Papadiamantópoulos qui remarque son endurance lors de son service militaire, il est acclamé par les 60 000 spectateurs du stade panathénaïque dans une scène de liesse qui marque les observateurs. Couvert d'honneurs, il reçoit de nombreux cadeaux, dont la coupe d'argent de Michel Bréal, mais en refuse la plupart et retourne à l'anonymat jusqu'à sa réapparition remarquée lors des Jeux olympiques de 1936 à Berlin. Il apparaît pour les historiens olympiques contemporains que cette victoire grecque au marathon a été déterminante à la pérennité des Jeux, Charles Lovett commentant par exemple que « si un Américain ou un Français avait remporté le tant convoité marathon, la déception de la foule aurait probablement condamné le mouvement olympique ».

## Contexte

### Jeux olympiques de 1896
Lorsque les Jeux olympiques modernes sont programmés pour 1896, les initiateurs et organisateurs sont à la recherche d'une grande épreuve les caractérisant tout en rappelant la gloire de la Grèce antique. Il est cependant à noter que de telles courses de fond n'étaient pas présentes aux Jeux olympiques antiques, et qu'il s'agit donc d'une innovation de l'époque moderne.

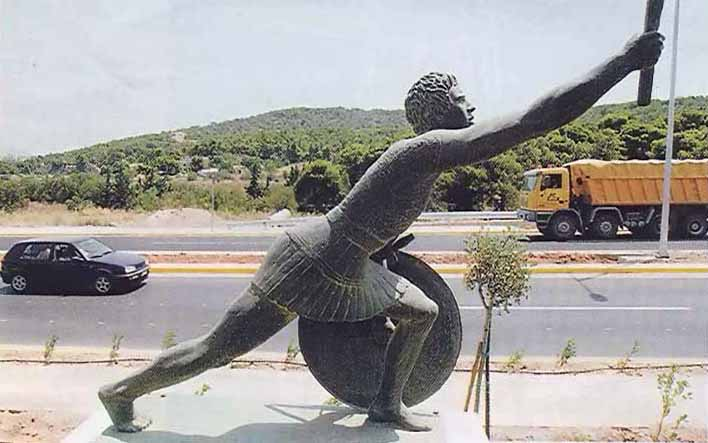
Statue de Phidippidès, près de Marathon, illustrant le mythe.

L'idée de la course du marathon provient à l'origine du linguiste français Michel Bréal, celui-ci s'inspirant de la légende de Phidippidès et de sa course de Marathon à Athènes — bien qu'il apparaisse dans les travaux des historiens que sa course eut plutôt été un aller-retour de Marathon à Sparte,,. Il évoque tout d'abord ce projet au 1er Congrès olympique qui a lieu du 16 au 24 juin 1894, dans l’amphithéâtre de la Sorbonne,,. L'idée est ensuite fortement soutenue par Pierre de Coubertin — fondateur des Jeux olympiques modernes — qui la propose officiellement lors du comité d'organisation des Jeux,.
Les Grecs adhèrent à cette initiative avec un fort enthousiasme, y compris l'homme d'affaires et mécène Georges Averoff, principale source financière des Jeux et de la restauration du Stade panathénaïque,. Le marathon fait ainsi partie des douze épreuves d'athlétisme au programme des premiers Jeux olympiques. Une course cycliste également inspirée de la légende de Phidippidès est aussi au programme, réalisant un aller-retour entre Athènes et Marathon sur 87 kilomètres.
Le mont Pentélique se dressant sur le chemin, il existe en réalité deux chemins potentiellement empruntés par le coureur légendaire : soit par le nord, soit par le sud,. Ce dernier itinéraire correspond à peu de chose près à la route contemporaine entre Marathon et Athènes, qui suit la baie de Marathon et longe la côte vers le sud, puis effectue une montée douce vers l'ouest en direction d'Athènes, entre le Pentélique et l'Hymette. Ce parcours mesure 40 kilomètres, ce qui inspire donc la distance approximative utilisée pour les premiers marathons. Cependant, il est suggéré que Philippidès aurait pu suivre l'itinéraire par le nord du Pentélique, qui s'avère plus court avec ses 35 kilomètres, mais comprend une montée initiale très raide sur plus de 5 kilomètres, ce qui peut être considéré comme moins adapté à une course de fond,.

### Participants

#### Courses de sélection grecques
Les Grecs ont d'emblée une forte volonté d'exceller dans cette épreuve créée d'après leur histoire,,. Charles Lovett rapporte que, selon certaines sources d'époque, jusqu'à trois Grecs seraient morts en s'entraînant pour le marathon olympique.

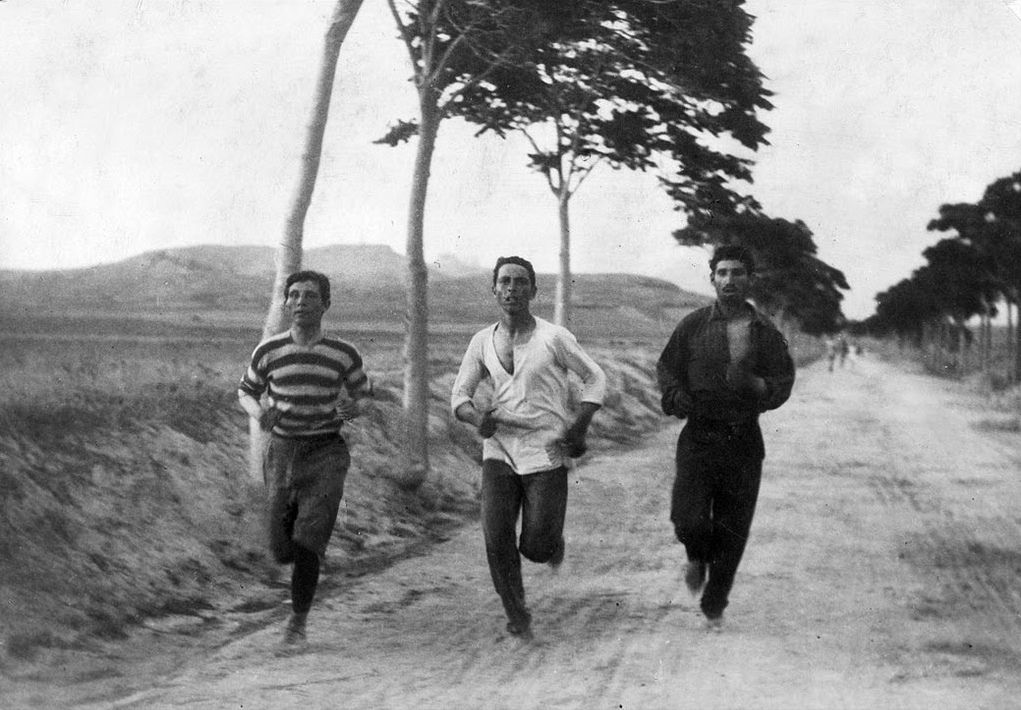
Burton Holmes immortalise ces coureurs Grecs s'entraînant pour le marathon. L'athlète Kharílaos Vasilákos (premier vainqueur d'un marathon) figure au centre, tandis que ceux à ses côtés restent non identifiés.

Ils organisent une première course de sélection pour le marathon olympique le 22 mars 1896 (calendrier grégorien, soit le 10 mars pour le calendrier julien alors en vigueur en Grèce) dans le cadre d'un rassemblement sportif panhellénique,. Douze athlètes prennent part à cette première course officielle d'un marathon jamais organisée. Celle-ci est remportée par Kharílaos Vasilákos en 3 h 18 min. Lui et les cinq suivants — dans l'ordre : Spyrídon Belókas (3 h 21 min), Dimítrios Deligiánnis (3 h 33 min), Dimitrios Khristopoulos (3 h 33 min 50 s), Geórgios Grigoríou (3 h 36 min) et Evángelos Gerakákis (3 h 37 min 7 s) — sont directement qualifiés pour le marathon olympique. Pour David Martin et Roger Gynn, Kharílaos Vasilákos est d'ailleurs une des figures les plus importantes de l'histoire du marathon en raison de cette première victoire, mais il est généralement éclipsé par Spyrídon Loúis et sa victoire olympique.

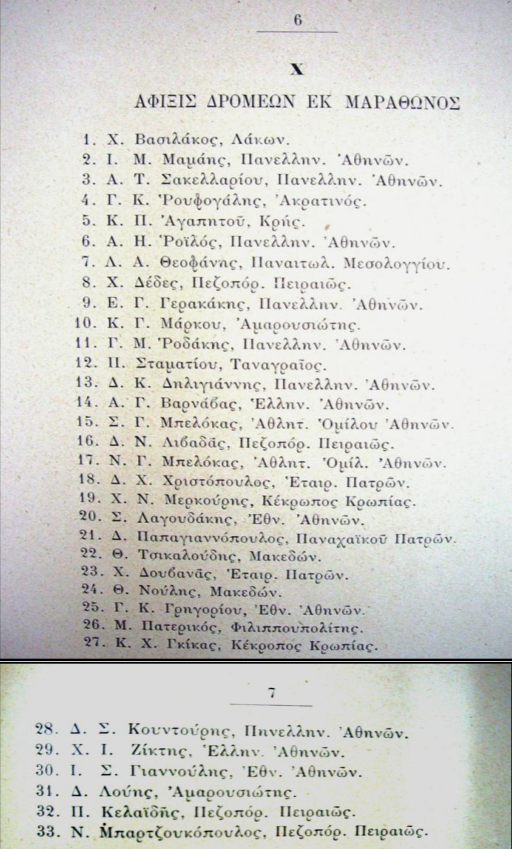
Liste des 33 participants au marathon panhellénique, deuxième épreuve de sélection pour les Grecs.

Les organisateurs grecs, cherchant toujours à avoir la meilleure équipe possible, organisent une deuxième course de sélection deux semaines plus tard le 5 avril 1896 (ou 24 mars julien), soit quelques jours avant le début des Jeux,. L'organisation de cette seconde étape de sélection aurait peut-être été motivée par le fait que le Hongrois Gyula Kellner court entre-temps en trois heures la même distance, soit près de vingt minutes plus vite que le favori grec. Avant la course, les trente-trois (ou trente-huit, selon les sources) athlètes présents sont prévenus qu'il est toutefois nécessaire de battre le temps de Kharílaos Vasilákos en 3 h 18 min afin de se qualifier,. L'épreuve est remportée par Ioánnis Lavréntis en 3 h 11 min 27 s. Après lui, ce sont Ioánnis Vrettós (3 h 13 min 37 s), Elefthérios Papasymeón (3 h 13 min 37 s) et Ilías Kafetzís (3 h 15 min 50 s) qui parviennent à obtenir leur place.
Le futur vainqueur du marathon olympique, Spyrídon Loúis, se classe quant à lui cinquième de cette épreuve de sélection en 3 h 18 min 27 s et est suivi par Stamátios Masoúris en 3 h 19 min 15 s,. Initialement, ces deux athlètes ne sont donc pas dans les critères pour courir le marathon olympique, mais la faible différence de temps avec la limite imposée et les mauvaises conditions de course — notamment la pluie — convainquent les officiels de les inscrire tout de même, ce qui est probablement aidé par l'affection que le colonel Geórgios Papadiamantópoulos, responsable de sélectionner les athlètes, porte à Spyrídon Loúis,. Un dernier athlète, Sokratis Lagoudakis, est ajouté à la liste grecque sans que l'on sache si ses capacités athlétiques ont été testées.
Il est probable que ces deux courses de sélection se soient déroulées trop près du marathon olympique pour que les athlètes aient eu le temps de totalement récupérer, ce qui a peut-être handicapé certains membres de la délégation grecque.

#### Spyrídon Loúis
Spyrídon Loúis est avant la course totalement anonyme, mais sa victoire crée ensuite des anecdotes probablement apocryphes et des légendes sur son existence précédant les Jeux,.

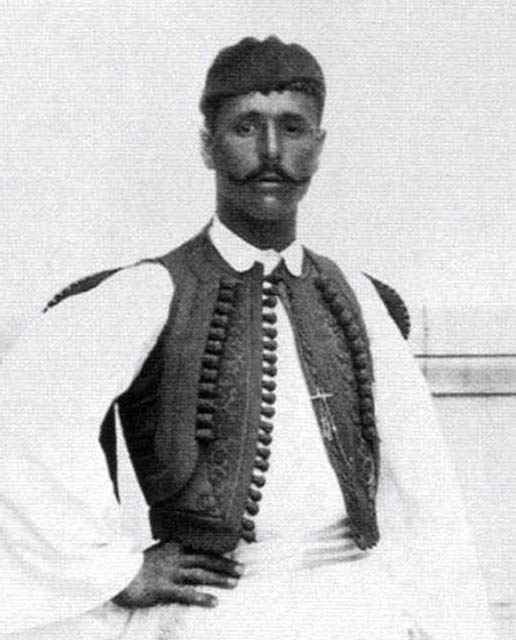
Spyrídon Loúis lors des Jeux.

Même sa profession exacte reste incertaine, l'homme pouvant être, selon les versions, un pauvre berger, un riche fermier ou encore un postier. Raymond Pointu juge toutefois plus plausible une carrière de postier que de berger ; le journaliste rapporte également qu'il aurait pu être porteur d'eau entre son village natal de Maroússi et Athènes. Selon lui, Pierre de Coubertin aurait accrédité la thèse d'un Spyrídon Loúis berger, mais il remet en cause la pertinence de sa parole car l'organisateur des Jeux aurait eu à l'époque d'autres occupations que de vérifier sérieusement cette information. Selon David Martin et Roger Gynn, il était bien porteur d'eau et le trajet quotidien de plusieurs dizaines de kilomètres qu'il faisait au pas de course serait à l'origine de son excellente endurance sans entraînement sportif spécifique. Cette profession de porteur d'eau semble être la plus souvent considérée comme la vraie par les sources contemporaines, dont le Comité international olympique,,.
En 1896, Spyrídon Loúis a 23 ans et est en train de terminer son service militaire au grade de sergent dans le 1er régiment grec d'infanterie sous la responsabilité du colonel Geórgios Papadiamantópoulos,,. Ce dernier constate sa très bonne endurance lors des exercices et, en tant que membre du comité d'organisation des Jeux, il finit par convaincre Loúis de prendre part aux qualifications, puis à la course officielle,. Philippe Jaenada raconte notamment une anecdote selon laquelle le colonel aurait un jour oublié ses lunettes à plus d'une dizaine de kilomètres de la caserne et comment Spyrídon aurait fait l'aller-retour à la course en moins de deux heures, ce qui aurait convaincu le colonel de ses capacités.
La veille de la course, on raconte qu'il se serait préparé d'une façon spirituelle, en jeûnant et priant devant des icônes. Cette préparation religieuse est également celle suivie par la majorité des coureurs grecs,.

#### Autres coureurs
Raymond Pointu évoque les grandes incertitudes autour du nombre d'athlètes se rendant à Marathon pour la course, celui-ci variant entre les sources et les témoignages de seize à vingt-cinq. C'est ce dernier nombre qui est, selon le journaliste, le plus souvent retenu comme dans le rapport officiel, qui reste toutefois imprécis en évoquant « environ vingt-cinq concurrents ». Cela est en léger désaccord avec les sources statistiques d'Olympedia et du Comité international olympique, qui listent respectivement vingt-quatre et vingt-deux inscrits,.
Les sources contemporaines convergent cependant sur le fait que dix-sept coureurs prennent effectivement le départ,,,. Parmi eux, on compte notamment treize athlètes grecs et quatre étrangers : l'Australien Edwin Flack — vainqueur des courses du 800 mètres et du 1 500 mètres —, l'Américain Arthur Blake — deuxième du 1 500 mètres —, le Français Albin Lermusiaux — troisième du 1 500 mètres — et enfin le Hongrois Gyula Kellner,. Ce dernier est le seul parmi les non-Grecs à avoir déjà couru une telle distance, un 40 kilomètres à Budapest en trois heures,,. Malgré son inexpérience sur des courses de fond, l'Australien est fort de ses deux victoires et aurait avancé que les autres concurrents avaient « la trouille de [lui] ». Tous les concurrents inscrits sont transportés au village de Marathon la veille de la course, soit le 9 avril (28 mars en calendrier julien), et sont à partir de là sous la charge d'une équipe d'officiels.

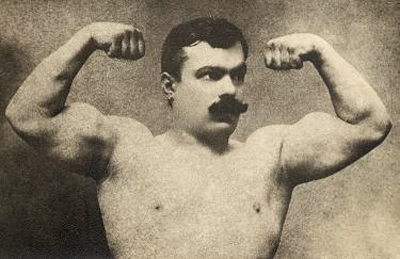
Carlo Airoldi fait le trajet à pied depuis l'Italie mais sa participation lui est refusée par le prince Constantin, au motif qu'il serait professionnel.

Carlo Airoldi, un Italien, décide de parcourir plus de 1 300 kilomètres à pied et en bateau en un mois pour se rendre à Marathon, étant notamment sponsorisé par le journal La Bicicletta,,. Il est cependant disqualifié avant la course car il est considéré comme un athlète professionnel par le prince Constantin pour avoir touché une faible somme d'argent après sa victoire lors de la compétition Milan-Barcelone,,. Il aurait également été rémunéré pour sa participation à des courses contre des chevaux ou des cyclistes dans des Wild West Shows de Buffalo Bill.
Il existe finalement une anecdote fréquemment rapportée concernant la volonté de participer au marathon du sprinteur français André Tournois. Après avoir échoué à se qualifier lors des séries, il est questionné sur les épreuves auxquelles il est inscrit par Thomas Curtis puis lui répond : « le 100 mètres et le marathon ». Devant l'incrédulité de l'Américain, il aurait continué : « un jour je parcours une petite distance très rapidement, le jour suivant une longue distance très lentement ». Il ne participe en réalité pas au marathon, mais cela est caractéristique selon Raymond Pointu du manque de préparation et de spécialisation des athlètes.

#### Participation féminine
Au moins une femme court entre Marathon et Athènes sur le tracé officiel à une date proche du marathon olympique. Deux mythes s'opposent, entre celui d'une femme nommée Melpomene et d'une autre nommée Stamáta Revíthi. Ces deux femmes pourraient n'en être qu'une, mais il n'y a pas de consensus clair à ce sujet parmi les historiens olympiques contemporains,,.
En ce qui concerne la légende de Melpomene — qui pourrait être un surnom, d'après Melpomène la muse de la tragédie grecque —, il s'agirait d'une femme ayant fait une course d'entraînement en février 1896, finissant le parcours en quatre heures et trente minutes,. Lorsqu'elle demande de s'inscrire à la course, la commission lui refuse l'accès au motif qu'elle est une femme car la compétition est réservée aux hommes. Selon les sources, il apparaît aussi que la raison officiellement donnée aurait été que son inscription est arrivée après la date limite mais, qu'officieusement, la réelle raison reste son genre. Ce refus est critiqué par les journaux de l'époque, notamment Akrópolis.
Quant à Stamáta Revíthi, il s'agirait d'une femme d'une trentaine d'années vivant au Pirée dans une grande pauvreté avec son jeune enfant,. Elle rencontre peu avant les Jeux un coureur qui lui indique avec humour que la meilleure façon de devenir riche est de remporter le marathon pour recevoir les nombreux cadeaux promis au vainqueur. Elle se rend alors à Marathon la veille de la course mais se voit refuser l'accès à la course en raison de son genre,. La commission lui aurait en revanche promis qu'elle pourrait concourir la semaine suivante dans une course similaire avec des femmes américaines ; cette course n'a en réalité jamais eu lieu. Elle décide toutefois de courir le parcours seule le lendemain matin, couvrant la distance en cinq heures et demie avec des témoins pour l'attester — dont le maire de Marathon au départ et des officiers d'Athènes à l'arrivée —, mais aucun document n'indique que sa course ait été reconnue par le comité olympique,,.

## Conditions de la course

### Ferveur populaire
Avant cette course, les athlètes grecs n'ont remporté aucune des épreuves d'athlétisme, celles-ci étant généralement dominées par les Américains même dans des épreuves où les Grecs sont pourtant favoris comme le lancer de disque, où Panayiótis Paraskevópoulos est dépassé par Robert Garrett,.

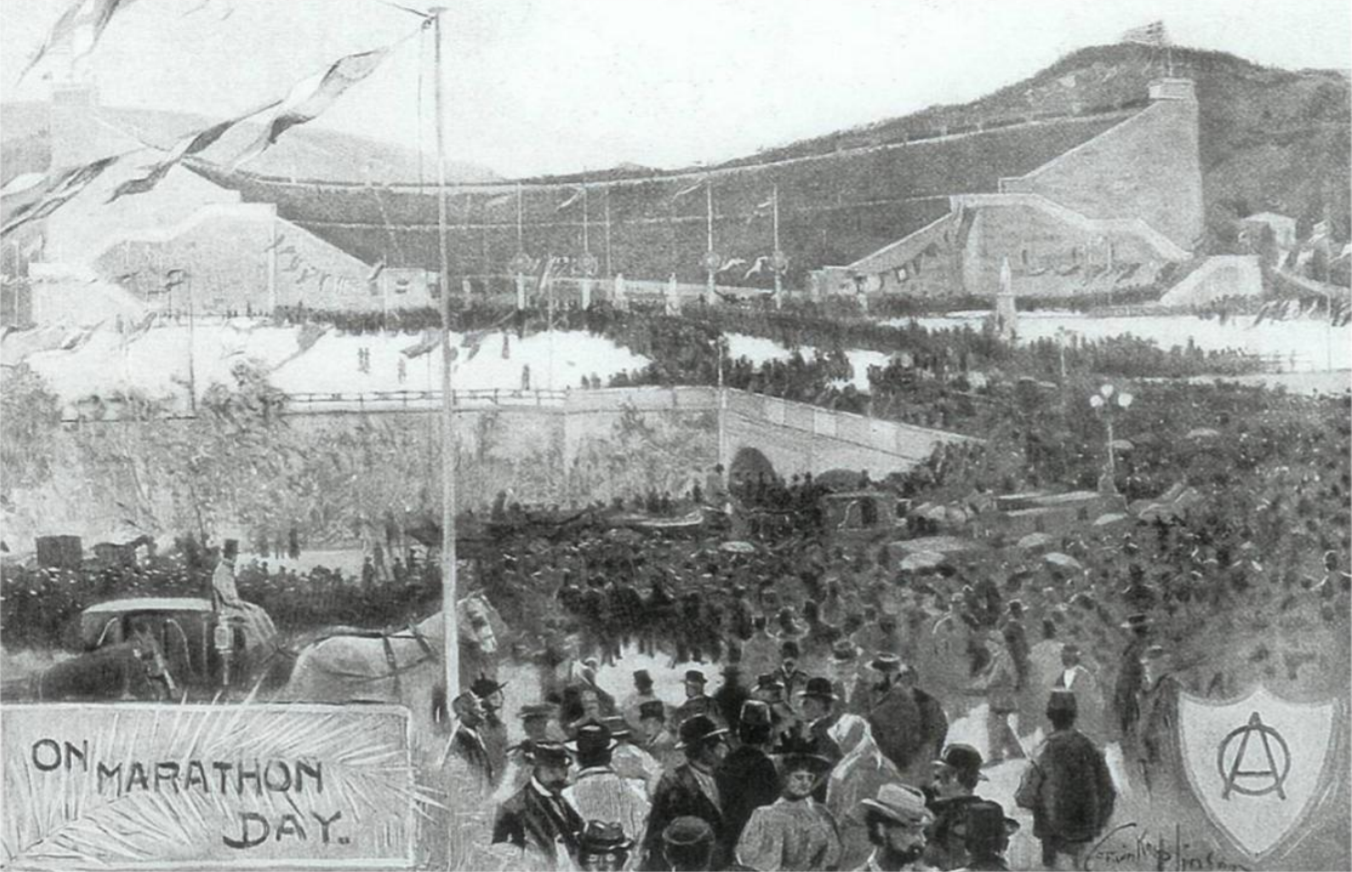
Dessin représentant la foule rentrant dans le Stade panathénaïque pour assiter à l'arrivée du marathon.

Le 10 avril (calendrier grégorien, soit le 29 mars dans le calendrier julien), l'attente est très grande pour le marathon — une des dernières épreuves d'athlétisme des Jeux — et une importante ferveur populaire est constatée sur le parcours. Même si la ville d'Athènes est alors composée d'environ 130 000 habitants, presque 100 000 spectateurs venus de la ville et de ses alentours assistent à l'épreuve, que ce soit le long de la route ou sur les 60 000 sièges du stade Panathénaïque, qui commence à se remplir dès 10 heures du matin,,. David Martin et Roger Gynn rapportent même que 71 800 tickets auraient été vendus le jour du marathon. Le roi Georges Ier et la reine Olga s'installent quant à eux à 14 heures précises à la tribune royale, accompagnés par le roi Alexandre de Serbie.
Pendant que la course du marathon se déroule, de multiples finales d'épreuves d'athlétisme ont lieu dans le stade et voient des Américains triompher — Thomas Burke au 100 mètres, Thomas Curtis au 110 mètres haies, Ellery Clark à la hauteur et une partie du concours de William Hoyt à la perche — dans une « indifférence quasi générale », selon Raymond Pointu, car seul le résultat du marathon a alors de l'importance,,.

### Parcours et organisation
Le départ est donné depuis le village de Marathon, près d'un pont dominant une voie ferrée,. La distance totale rapportée par toutes les sources est de 40 kilomètres mais il reste impossible de savoir comment les organisateurs ont pu vérifier que cette distance était exacte, notamment sur des routes peu régulières et en l'absence d'odomètres,. Quant au choix de la voie autour du mont Pentélique, il est aussi impossible de savoir avec certitude pourquoi le sud a été préféré mais David Martin et Roger Gynn suggèrent que la distance de 40 kilomètres présente l'avantage d'être environ égale à 25 milles, ce qui facilite les conversions entre le système métrique et le système impérial adoptés par les différentes nations participants aux Jeux.

Parcours du marathon olympique de 1896 sur une carte contemporaine.

L'élévation par rapport au niveau de la mer est d'environ 25 mètres au départ et les quinze premiers kilomètres de courses sont relativement plats. Le trajet passe près de la mer et du golfe des îles Petalis à Néa Mákri puis traverse les villages de Máti et Rafína. Prenant ensuite un virage vers l'ouest, il continue à travers les collines athéniennes et les villages de Pikermi et de Pallíni. Les principales difficultés s'étendent sur ce tronçon, entre le dix-huitième et le trentième kilomètres, où la course connaît un dénivelé positif de 200 mètres et culmine à 240 mètres au-dessus du niveau de la mer près de Stávros. Ensuite, la route est en légère descente jusqu'à Athènes et le stade panathénaïque, pour finalement se conclure à 75 mètres au-dessus du niveau de la mer. David Martin et Roger Gynn relèvent qu'il s'agit d'un des rares marathons olympiques à connaître un dénivelé positif entre le départ et l'arrivée. Ils notent également que le profil de course est certes difficile, mais qu'il permet un début relativement tranquille pour trouver son rythme puis présente une conclusion propice à aider ceux en difficulté. De manière générale, le chemin emprunté est très accidenté, le sol étant pierreux et sablonneux, et difficilement carrossable tant pour les voitures que pour les vélos.
Les coureurs sont soumis le matin de l'épreuve à une forme de visite médicale, probablement pour permettre à l'organisation de se dédouaner en cas de décès survenant l'après-midi. Pendant la course, ils sont suivis par des officiels qui se déplacent à vélo ou dans des charrettes tirées par des chevaux. Une voiture à cheval est dédiée aux soins, avec à son bord des médecins et des réserves de médicaments.
Chaque coureur a droit à un accompagnateur utilisant le moyen de locomotion de son choix. Il est également prévu qu'à tout instant deux soldats à cheval doivent accompagner chaque coureur pour essayer de s'assurer de l'absence de toute forme de tricherie. La circulation des hommes et des animaux est prohibée sur le parcours à partir de midi, et des patrouilles militaires à cheval font des aller-retours afin de contrôler que cela est respecté. Des officiers de cavalerie ont été dispersés sur le parcours afin de protéger les coureurs contre une éventuelle malveillance de la part des spectateurs et de leur porter secours en cas de besoin.

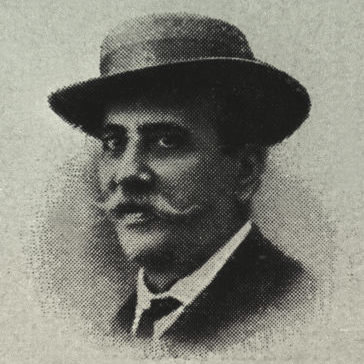
Charálambos Ánninos, journaliste à la source de la majorité des informations sur la course.

La principale source sur les événements de la course est un récit complet par Charálambos Ánninos, qui est inclus dans le rapport officiel des Jeux. David Martin et Roger Gynn écrivent que ce témoignage est étonnamment complet en comparaison avec les rapports des Jeux suivants en ce qui concerne la course du marathon.

### Conditions climatiques
La course a lieu lors d'un jour de printemps relativement chaud, et la peur d'une insolation associée à la légende de Phidippidès serait une des causes du non-départ de certains inscrits. La description de coups de soleil sur les coureurs dans le rapport de Charálambos Ánninos permet également d'établir que le jour était assez ensoleillé. David Martin et Roger Gynn notent toutefois que des pluies et un temps plutôt frais les jours précédant la course ont relativement ôté la poussière des routes, ce qui facilite la course pour les athlètes.
Les coureurs auraient également reçu des gorgées d'alcool de la part de spectateurs pour les encourager, ce qui, associé à la chaleur, a probablement eu des effets néfastes sur leurs performances.

## Déroulement

### Départ

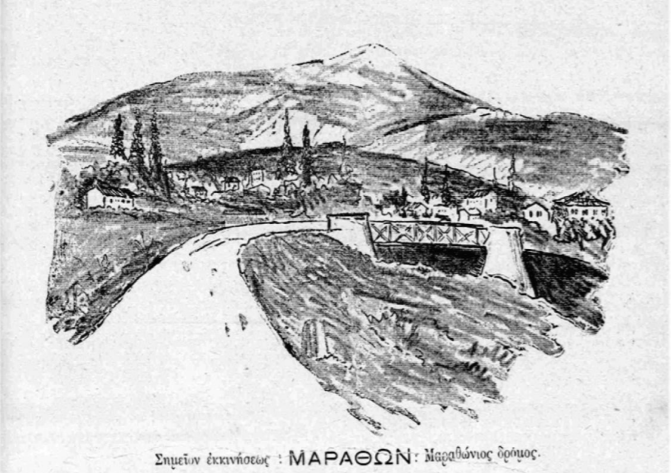
Dessin de l'emplacement du départ, près du pont de Marathon.

Le 10 avril (29 mars dans le calendrier julien), les athlètes sont disposés en deux ou quatre rangées, selon les sources, derrière la ligne de départ. Les positions au départ auraient été tirées au sort.
Le colonel Geórgios Papadiamantópoulos, responsable de la course, donne un court discours patriotique en grec,. Ce dernier peut se traduire en : « Hommes, pensez à votre pays ; pensez à votre drapeau sur le mât à l'intérieur du stade ; ce drapeau veut que vous lui fassiez honneur ; Hourra pour votre pays, Hourra pour les Jeux olympiques »,. Sokratis Lagoudakis, qui parle aussi français, continue en cette langue pour les athlètes étrangers : « si vous gagnez, nous vous considèrerons toujours comme des frères ». Quelques centaines de spectateurs tout au plus sont présents pour assister à ce départ. Le colonel actionne finalement son pistolet à 14 heures,. Certaines sources évoquent qu'il aurait donné le départ légèrement plus tôt.

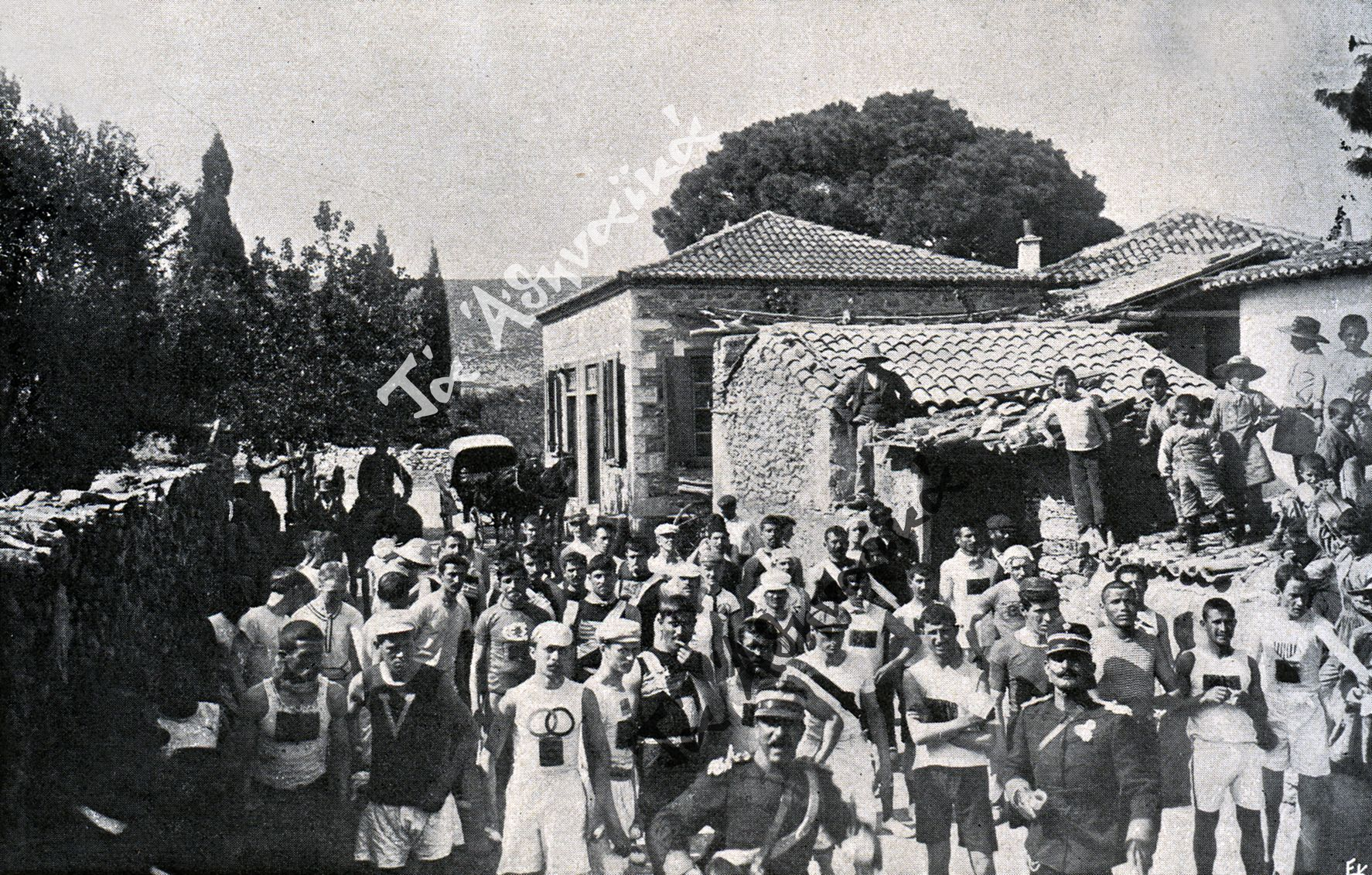
Photographie prise peu avant le départ, à Marathon, montrant notamment la diversité des vêtements et couvre-chefs des coureurs.

Les coureurs restent relativement regroupés lors des dix premiers kilomètres. Toutefois, le Français Albin Lermusiaux prend progressivement la tête de la course et possède jusqu'à trois kilomètres d'avance sur ses rivaux,. Son allure est très rapide même selon les standards contemporains puisqu'il serait arrivé au village de Pikermi — situé à environ mi-chemin — en seulement 52 minutes d'après le rapport officiel. Raymond Pointu met néanmoins grandement cette information en doute, jugeant que « prendre une telle avance sur cette distance parcourue en aussi peu de temps n'est guère vraisemblable ». David Martin et Roger Gynn affirment quant à eux que c'est « clairement impossible ».
Il est suivi par les autres étrangers Edwin Flack, Arthur Blake et Gyula Kellner, tandis que les Grecs courent à une allure encore plus réduite,. Edwin Flack a par ailleurs pour accompagnateur à bicyclette un maître d'hôtel de l'ambassade du Royaume-Uni muni d'un chapeau melon,,. Les premiers Grecs à ce moment sont Ioánnis Lavréntis et Ilias Zafetzis, mais ils abandonnent néanmoins vers la mi-course, puis Kharílaos Vasilákos et Spyrídon Loúis courant ensemble.

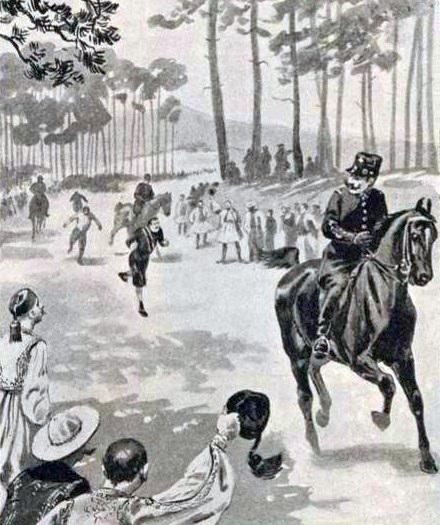
Dessin de la course par Raymond de La Nézière pour le Le Monde illustré en 1896.

La légende veut que Spyrídon Loúis se serait arrêté une fois à Pikermi pour boire un verre de vin et manger un œuf dans une auberge et, mis au fait par les spectateurs de son grand retard, aurait alors réaffirmé son ambition de malgré tout remporter la course,,. D'une façon générale, Spyrídon Loúis semble prendre la course d'une façon plus détendue que les autres concurrents, essayant notamment de socialiser avec ses compatriotes.

### Mi-course
Une fois le village de Pikermi dépassé, le dénivelé commence à augmenter, ce qui fait notamment souffrir les athlètes ayant adopté un rythme trop élevé. Selon le rapport officiel, Blake abandonne peu après, les pieds ensanglantés,. Kellner se met quant à lui à ralentir jusqu'à être dépassé par Vasilákos et Loúis,.
Au village de Pallíni, quelques kilomètres plus loin, un journaliste anonyme note l'ordre de passage et les temps respectifs : Lermusiaux (94 minutes), Flack (95 minutes), Blake (98 minutes), Vasilákos (101 minutes), Loúis (101 minutes et demi), Kellner (104 minutes), Deligiannis et Spiridon Belokas (105 minutes). David Martin et Roger Gynn jugent ces temps bien plus plausibles que ceux à Pikermi du rapport officiel, mais il apparaît une incohérence majeure entre les deux témoignages puisque Charálambos Ánninos avance qu'Arthur Blake n'a jamais atteint Pallíni.
Par ailleurs, à Pallíni, un arc de triomphe est dressé au-dessus de la route et Albin Lermusiaux est accueilli prématurément en tant que futur vainqueur, recevant sur sa tête une couronne d'olivier de la part des villageois,. À noter qu'un Grec trop fanatique tente d'assommer le français. S'affaiblissant de plus en plus, il s'arrête dans une montée afin que son accompagnateur à bicyclette et compatriote Adolphe Grisel puisse lui appliquer une pommade sur les jambes,. Le Français parvient à se relever mais, incapable de courir, il est contraint d'abandonner vers le 32e kilomètre,. Raymond Pointu rapporte qu'il est ensuite transporté inconscient dans une voiture à cheval puis éclate en sanglots à son réveil. Charles Lovett décrit quant à lui une version probablement apocryphe où Albin Lermusiaux aurait été involontairement renversé par son accompagnateur, le contraignant ainsi à abandonner.
L'Australien Edwin Flack en profite pour passer en tête alors qu'il lui reste moins d'une dizaine de kilomètres à parcourir. Confiant en ses capacités, il ordonne à un accompagnateur de se rendre rapidement au stade pour annoncer sa victoire imminente, ce qui attriste l'assemblée,. Ce fait demeure contesté par l'historien Ian Jobling, qui estime cet excès d'orgueil incohérent avec le comportement habituel de Flack. Toutefois, il est avéré qu'un cycliste, probablement l'Allemand August von Gödrich, s'est rendu au stade pour annoncer que Flack était en tête,.
Dans le même temps, le Grec Spyrídon Loúis entame une progressive remontée jusqu'à la deuxième place, ayant distancé plusieurs de ses compatriotes ainsi que Kellner, qui se maintient alors à la troisième place devant les autres Grecs et notamment Vasilákos,,. Finalement pris de fatigue, Flack commence à ralentir et se fait dépasser par Loúis au 34e kilomètre, alors qu'ils sont dans la portion descendant vers Athènes. Il parvient à courir pendant deux kilomètres à quelques dizaines de mètres derrière lui,. Au niveau du 37e kilomètre, vers le village d'Ambelokipi, Spyrídon Loúis reçoit des morceaux d'orange de la part de sa fiancée qui l'y attendait puis accélère brutalement, probablement aidé par le profil en descente de la course,. Ce changement de rythme finit d'épuiser Flack, qui tombe puis abandonne presque simultanément,,.
Lorsque Loúis pénètre dans les limites de la ville d'Athènes, un coup de pistolet ou de canon annonce son arrivée,,. Un nouveau messager, cette fois-ci le colonel Papadimantopoulos à cheval, se rend dans le même temps au stade pour annoncer le revirement de situation au roi, ce qui est accueilli par une grande clameur,,. D'autres messagers à vélo ou à cheval font de même, criant « Hellene! Hellene! » (« Un Grec ! Un Grec ! »),,,.

### Arrivées

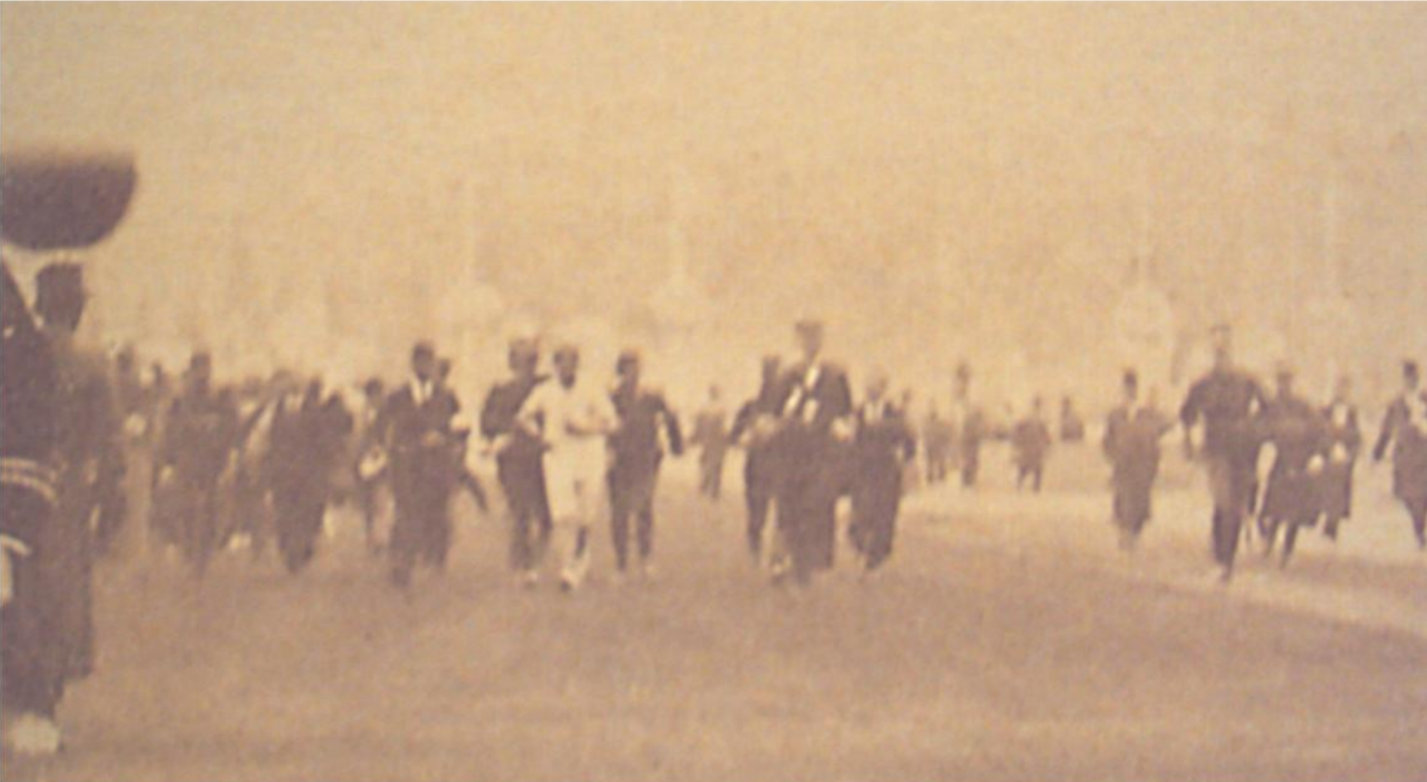
Photographie d'Ioannis Lampakis de l'arrivée de Spyrídon Loúis.

Spyrídon Loúis se trouve ensuite dans les rues d'Athènes où il peine à se frayer un chemin du fait de l'excitation autour de lui. Lorsqu'il se présente seul à l'entrée du Stade panathénaïque et ses 60 000 spectateurs, il est rejoint par les princes Constantin et Georges de Grèce qui courent avec lui jusqu'à la ligne d'arrivée — une corde tendue au milieu du virage sud du stade — puis le portent en triomphe vers la tribune royale,,,. Son temps est de 2 h 58 min 50 s, ce qui constitue une substantielle amélioration par rapport à ceux obtenus par les vainqueurs des deux marathons de qualification.
L'état de fraîcheur relatif de Spyrídon Loúis à la fin de la course crée la surprise de certains, ce qui attire quelques suppositions de tricherie de la part d'athlètes étrangers comme l'ami de Teddy Flack, George Stuart Robertson,. Sans que ces accusations soient avérées, ils évoquent que le coureur aurait pu emprunter des raccourcis ou même que le colonel Papadimantopoulos — ou d'autres soldats grecs accompagnant la course — l'ait pris sur son cheval pour une partie du trajet,. Une théorie reprise dans des articles, documentaires et ouvrages journalistiques dénonce une possible tricherie de Spyrídon Loúis, ce qui lui retirerait le titre victorieux pour l'accorder à Kharílaos Vasilákos,. Cette théorie qui s'inscrit dans une entreprise de démystification de Spyrídon Loúis ne fait toutefois pas consensus.

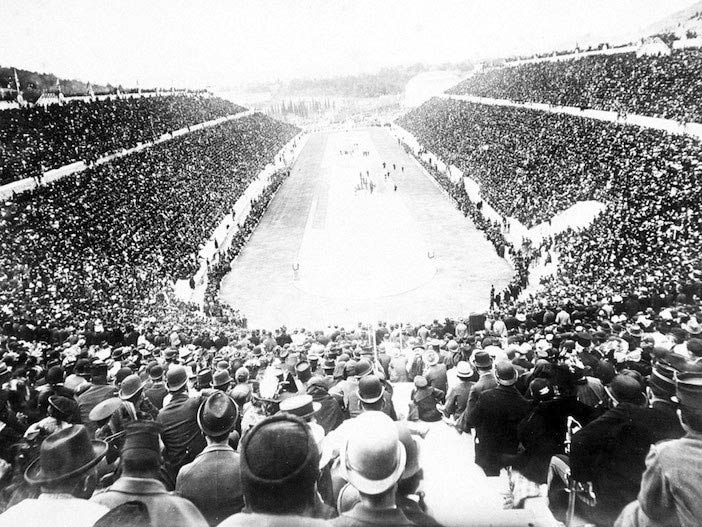
Photographie de la foule réunie au Stade panathénaïque pour l'arrivée du marathon.

Le rapport officiel des Jeux peint de façon très précise l'état d'enthousiasme s'emparant du stade au moment de l'arrivée, décrivant des scènes de liesse dans le public grec — ce dernier ayant envahi le stade sous la pression de la foule —, les applaudissements des officiels étrangers, un lâcher de colombes blanches, ainsi que le salut ému du roi Georges Ier à Spyrídon Loúis pendant que l'hymne grec est joué par un orchestre,,,. Frantz Reichel remarque un spectateur lançant du haut du stade un pigeon auquel il a attaché un drapeau grec. Pierre de Coubertin, également présent dans le public, rapporte dans ses mémoires en 1931 que « ce fut un des spectacles les plus extraordinaires dont [il se] souvienne »,. De nombreux autres témoins de la scène, tels George Stuart Robertson, Ellery Clark, Elias Burton Holmes ou Charles Waldstein, mentionnent des sentiments similaires. Du fait de l'émotion entourant la course, David Martin et Roger Gynn font valoir que leurs témoignages tendent toutefois à être incohérents entre eux. Pour Anthony Bijkerk et David Young, les différents témoignages ne sont pas pour autant tous faux, mais il est nécessaire de les remettre dans leur contexte. Après la course, Spyrídon Loúis part se reposer et boire des tasses de café dans les vestiaires du stade, où il est rejoint par des membres de la famille royale et notamment la reine Olga ; celle-ci lui aurait offert ses bagues en lui disant que « l'honneur qu'[il] a fait à la Grèce vaut bien plus que ces simples anneaux »,.
Il devance de plus de sept minutes ses compatriotes Kharílaos Vasilákos et Spiridon Belokas, suivi de très près — à environ cinq secondes — par le Hongrois Gyula Kellner,. Cette importante différence de temps entre un champion et le second est la plus grande de l'histoire olympique du marathon. La clameur est d'autant plus forte que le podium est totalement occupé par des athlètes grecs. Belokas reçoit par ailleurs une ovation du public après avoir gracieusement salué le roi à son arrivée. Toutefois, Kellner porte rapidement réclamation car il est persuadé de n'avoir vu que deux personnes courir devant lui et que Belokas a en réalité parcouru une partie du trajet à l'arrière d'une charrette,. Le cas est porté à la connaissance du prince héritier Constantin et, après une rapide enquête menée par le prince Georges en sa qualité de président du comité des juges, il est confirmé que Belokas n'est descendu d'une voiture à chevaux qu'à l'approche du stade,. Ce dernier est donc immédiatement disqualifié et, en guise de compensation, le prince Constantin offre une montre en or à l'athlète hongrois.
Dix athlètes — neuf si l'on retire Spiridon Belokas, disqualifié — terminent l'épreuve mais seuls les trois premiers voient leur temps précisément enregistré,. Le dernier arrivé, Sokratis Lagoudakis, conclut néanmoins la course environ une heure après Spyrídon Loúis, soit en un peu moins de quatre heures au total. Une fois qu'il est certain que plus aucun coureur ne finira la course et que l'émotion est retombée, le concours du saut à la perche — qui avait été brutalement arrêté et qui verra triompher l'Américain William Hoyt — reprend,.

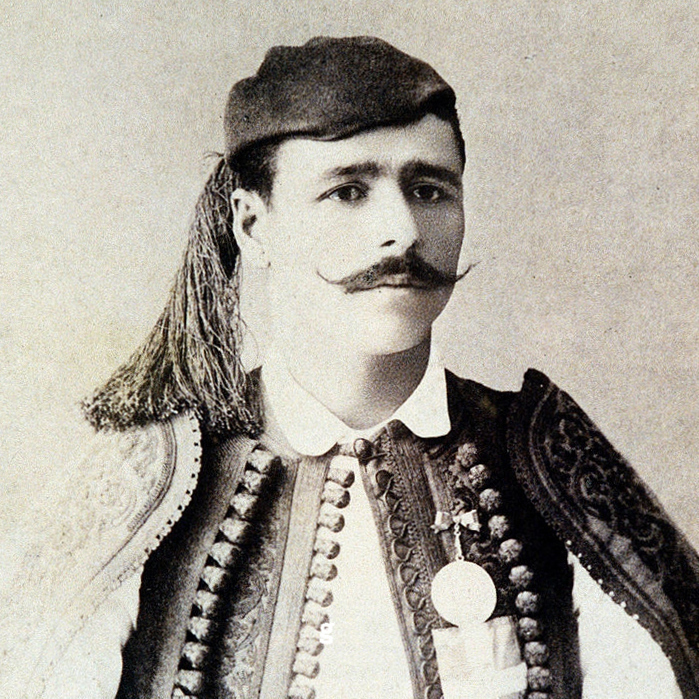
Spyrídon Loúis, 1er de l'épreuve.
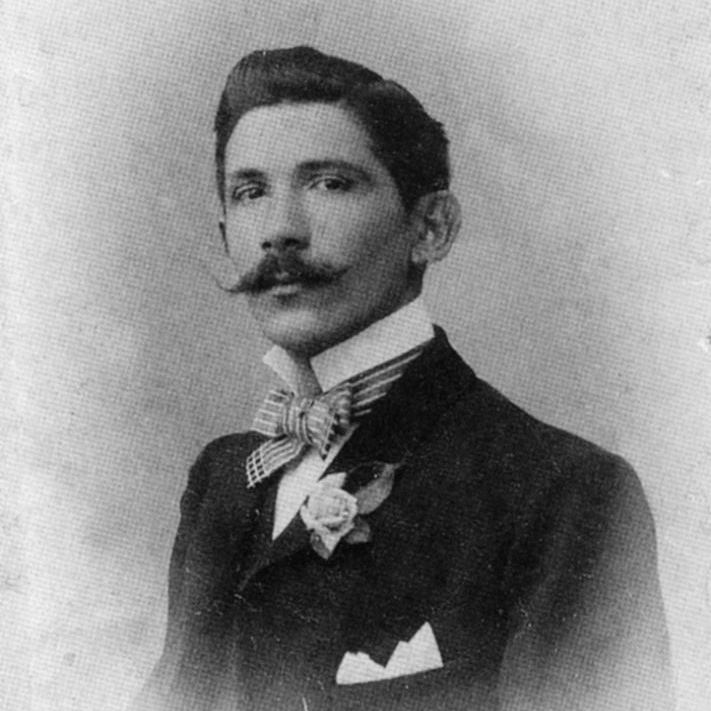
Kharílaos Vasilákos, 2e.
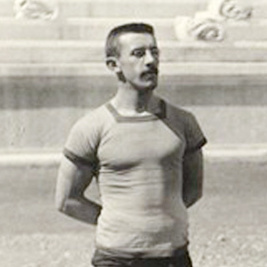
Gyula Kellner, 3e.
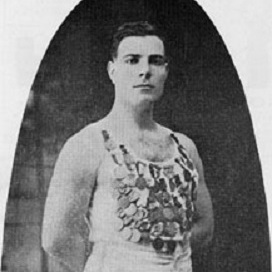
Ioánnis Vrettós, 4e.

## Résultats

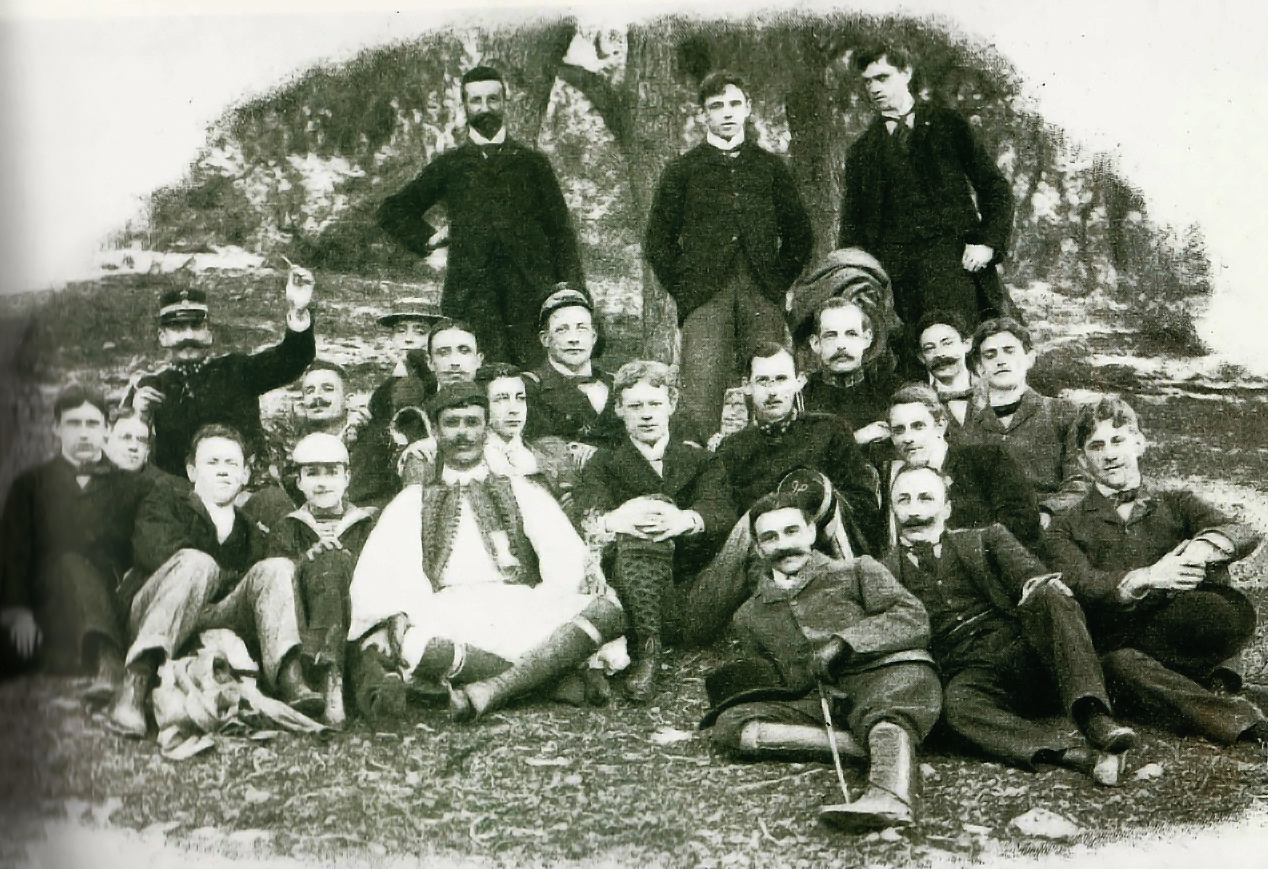
Photographie d'une réunion faite au Monastère de Daphní entre des athlètes illustres des Jeux et la famille royale grecque. On trouve notamment les athlètes Spyrídon Loúis, Edwin Flack et James Connolly ; les princes grecs Constantin, Georges, Nicolas et André ainsi que le colonel Geórgios Papadiamantópoulos,,.

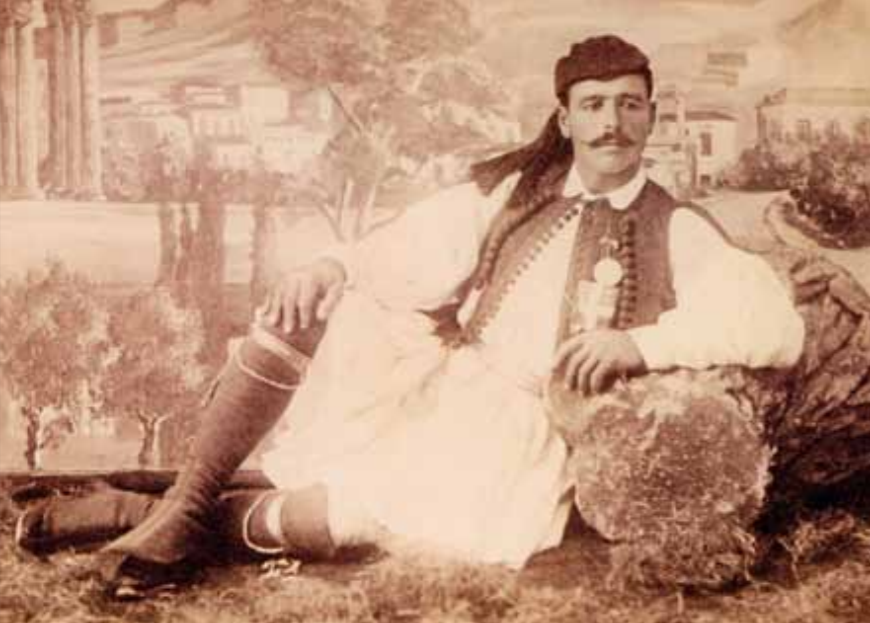
Spyrídon Loúis posant pour Ioannis Lampakis en fustanelle avec sa médaille d'argent obtenue en tant que vainqueur du marathon.

Sources : Olympedia et Comité international olympique.
| Rang                                | Athlète                 | Pays       | Temps           | Notes |
| ----------------------------------- | ----------------------- | ---------- | --------------- | ----- |
| Médaille d'or, Jeux olympiques      | Spyrídon Loúis          | Grèce      | 2 h 58 min 50 s | OR    |
| Médaille d'argent, Jeux olympiques  | Kharílaos Vasilákos     | Grèce      | 3 h 6 min 3 s   |       |
| Médaille de bronze, Jeux olympiques | Gyula Kellner           | Hongrie    | 3 h 6 min 35 s  |       |
| 4                                   | Ioánnis Vrettós         | Grèce      | Inconnu         |       |
| 5                                   | Elefthérios Papasymeón  | Grèce      | Inconnu         |       |
| 6                                   | Dimítrios Deligiánnis   | Grèce      | Inconnu         |       |
| 7                                   | Evángelos Gerakákis     | Grèce      | Inconnu         |       |
| 8                                   | Stamátios Masoúris      | Grèce      | Inconnu         |       |
| 9                                   | Sokratis Lagoudakis     | Grèce      | Inconnu         |       |
| DQ                                  | Spyrídon Belókas        | Grèce      | 3 h 6 min 30 s  |       |
| Abandons                            |                         |            |                 |       |
| —                                   | Arthur Blake            | États-Unis | DNF             |       |
| —                                   | Dimítrios Christópoulos | Grèce      | DNF             |       |
| —                                   | Edwin Flack             | Australie  | DNF             |       |
| —                                   | Geórgios Grigoríou      | Grèce      | DNF             |       |
| —                                   | Ilías Kafetzís          | Grèce      | DNF             |       |
| —                                   | Ioánnis Lavréntis       | Grèce      | DNF             |       |
| —                                   | Albin Lermusiaux        | France     | DNF             |       |
| Non-partants                        |                         |            |                 |       |
| —                                   | Carlo Airoldi           | Italie     | DNS             |       |
| —                                   | Carl Galle              | Allemagne  | DNS             |       |
| —                                   | Gyula Malcsiner         | Hongrie    | DNS             |       |
| —                                   | Vanitakis               | Grèce      | DNS             |       |
| —                                   | Vathis                  | Grèce      | DNS             |       |

 DNF : N'a pas terminé (did not finish) 
•  DNS : N'a pas pris le départ (dit not start) 
•  DQ : Disqualification (disqualification)•

## Postérité

### Au sujet de Spyrídon Loúis

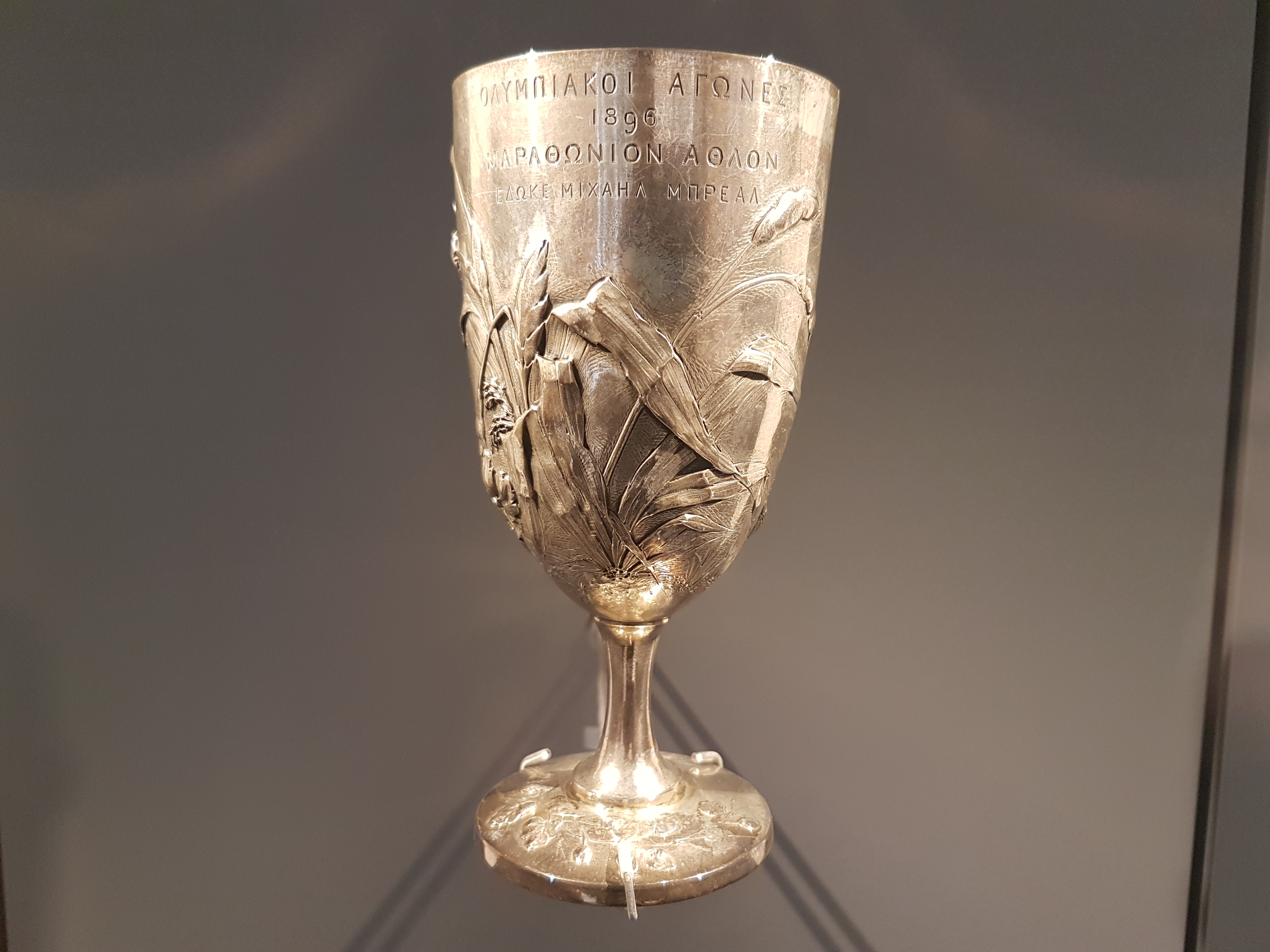
La coupe d'argent de Michel Bréal, destinée au vainqueur du marathon olympique de 1896 et remise à Spyrídon Loúis.

Lors des événements honorifiques suivant les Jeux, notamment le repas des athlètes en présence du roi et la cérémonie de remise des prix le mercredi 15 avril (3 avril en calendrier julien), Spyrídon Loúis demeure l'attraction principale. Cela est amplifié par le fait qu'il décide à chaque occasion de se présenter dans un costume traditionnel grec composé d'une fustanelle. En tant que vainqueur d'une épreuve, il reçoit un rameau d'olivier, une médaille d'argent — la médaille d'or pour le vainqueur n'est introduite qu'en 1904 aux Jeux de Saint-Louis —, et un diplôme olympique de la part du roi lors de la cérémonie,,,. Il est également récipiendaire de la coupe d'argent de Michel Bréal, promise au gagnant du marathon par le savant à l'origine de sa création, ainsi que d'un vase antique offert par le riche collectionneur d'antiquités Ioannis Lambros, qui avait été inspiré par le concept de la course et été arbitre pendant les Jeux,,,.

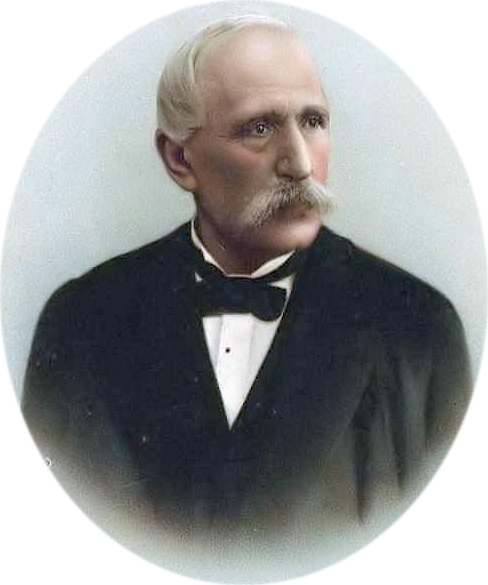
George Averoff, riche mécène des Jeux, offre la main de sa fille à Spyrídon Loúis mais ce dernier refuse.

De nombreuses autres propositions de cadeaux faites avant la course en cas d'un vainqueur grec sont finalement presque toutes refusées par Spyrídon Loúis,. Par exemple, George Averoff promet un million de drachmes ainsi que sa fille en mariage, et de nombreux artisans — tailleurs, barbiers, hôteliers, chocolatiers, boulangers, paysans etc. — proposent de fournir leurs services gratuitement et à vie au vainqueur,,,. D'autres légendes entourent de potentielles récompenses, comme le fait que l'athlète ait demandé pour seule faveur la libération de son frère, qui était emprisonné après une rixe au couteau. Le roi Georges lui offre également un cadeau de son choix, qui est finalement une nouvelle charrette et un autre cheval afin qu'il puisse continuer son métier de porteur d'eau dans de meilleures conditions.
Par la suite, Spyrídon Loúis donne probablement le vase antique à un musée — bien qu'il n'y ait pas de traces écrites d'un tel don — puis retourne à un relatif anonymat et ne prend plus part à aucune forme de compétition, ce qui favorise de nombreuses légendes sur qui il était et sur son existence après cette victoire,,. Quant à la coupe d'argent de Michel Bréal, elle reste dans la famille Loúis jusqu'à ce qu'elle soit mise en vente par son petit-fils. Elle est acquise par la Stavros Niarchos Foundation lors d'une vente aux enchères organisée le 18 avril 2012 chez Christie's, à Londres. Une délégation de la municipalité de Maroussi, la ville natale de Spyrídon Loúis, participe à la vente aux enchères,,. De façon contemporaine, la médaille d'argent se trouve au musée de Marathon tandis que la coupe offerte par le roi et le vase antique semblent perdus,.
Spyrídon Loúis aurait dû être le premier porteur de la flamme olympique en 1934 mais ce n'est finalement pas le cas, peut-être à cause de son âge devenu avancé. Sa dernière apparition publique se fait en 1936, lorsqu'il est invité d'honneur des Jeux olympiques de Berlin et porte-drapeau de la délégation grecque à l'occasion du quarantième anniversaire des Jeux,,. À cette occasion, il remet symboliquement un rameau d'olivier à Adolf Hitler. Il meurt en mars 1940 d'une crise cardiaque à l'âge de 67 ans et ses obsèques, auxquelles assistent plusieurs milliers de personnes, sont payées par l'État. Son nom est donné à de multiples rues ou clubs sportifs grecs et notamment au stade principal du Complexe olympique d'Athènes utilisé lors des Jeux de 2004,. L'histoire de la réussite de Spyrídon Loúis est finalement à l'origine d'au moins une expression en grec : « yinomai Loúis » (γίνομαι Λούης), qui est traduisible littéralement par « devenir Loúis » et signifie « courir très vite » ou « disparaître rapidement »,,.

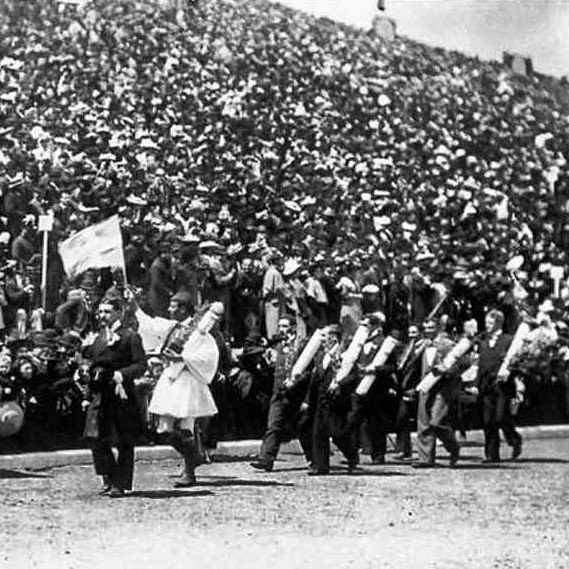
Spyrídon Loúis menant la parade des vainqueurs lors de la cérémonie de clôture.
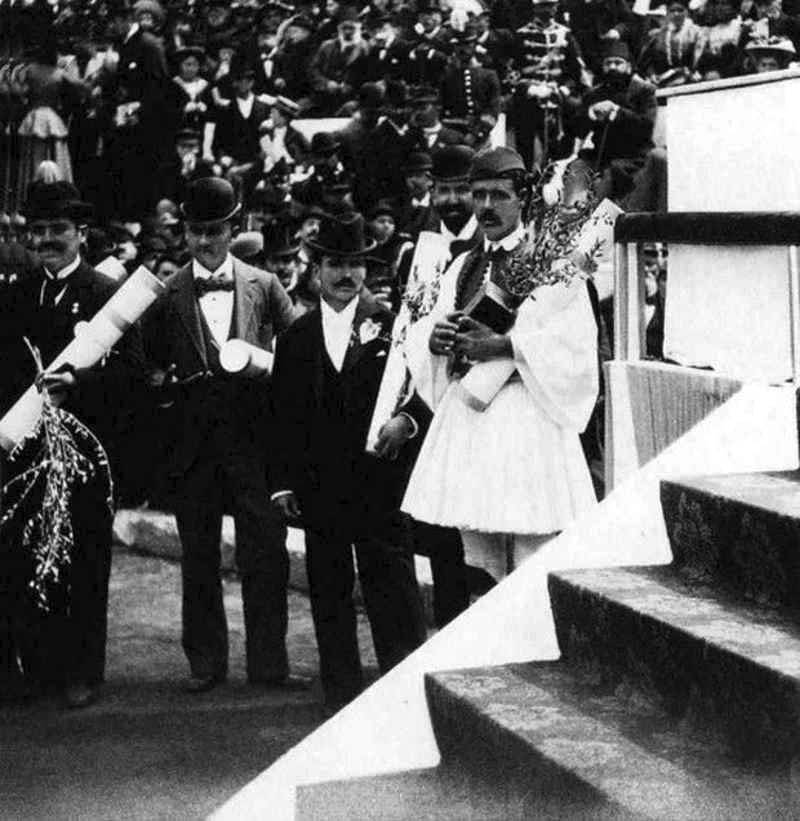
Loúis recevant des lauriers en tant que champion olympique le 15 avril 1896.
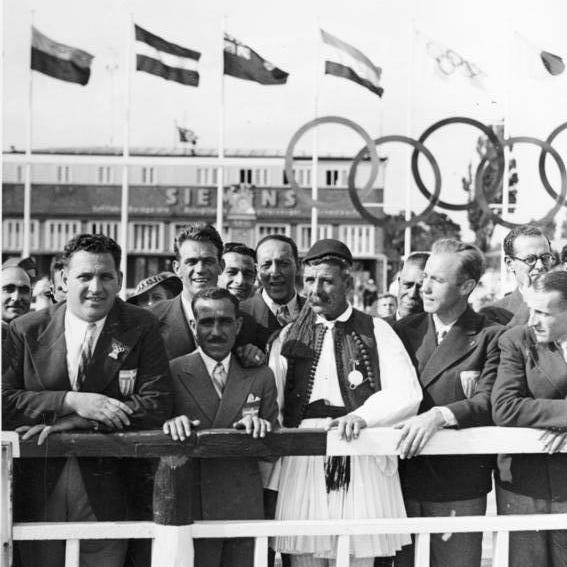
Loúis aux Jeux olympiques d'été de 1936 de Berlin.
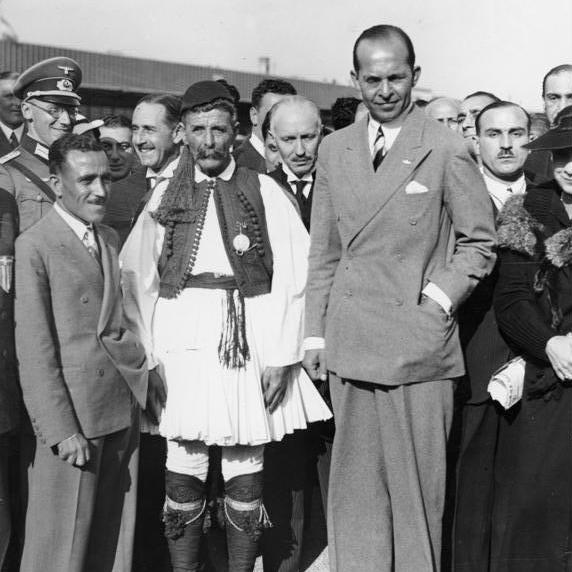
Loúis avec Paul Ier de Grèce à Berlin.

### Au sujet de la course
L'historien Charles Lovett estime que la victoire de Loúis Spyrídon crée à l'époque une considérable impulsion émotionnelle, qui se révèle ensuite essentielle à la pérennité des Jeux : « Si un Américain ou un Français avait remporté le tant convoité marathon, la déception de la foule aurait probablement condamné le mouvement olympique »,. Raymond Pointu estime également que l'épreuve du marathon n'aurait pas été maintenue sans la victoire d'un Grec.
Toutefois, la course connaît une couverture médiatique relativement confidentielle à l'étranger et, par exemple, seul Le Vélo commente l'épreuve en France par l'intermédiaire de Frantz Reichel.
Des marathons commémoratifs sont organisés entre Marathon et le Stade panathénaïque de façon épisodique à partir des années 1950. En 1996, pour le centenaire de la course, seuls 3 000 coureurs se rendent à Marathon pour fêter l'événement ; toutefois, cette faible affluence est justifiée par le fait que le trajet est en réalité peu adapté aux grands pelotons qui constituent les marathons modernes. Le parcours est également repris lorsque Athènes accueille de nouveau les Jeux olympiques d'été de 2004. Ce deuxième marathon olympique est cependant légèrement différent car la distance officielle du marathon a entre-temps été fixée à 42,195 km.